# Havana Township (Illinois)
Pour les articles homonymes, voir Havana Township.
Havana Township est un township du comté de  Mason dans l'Illinois, aux États-Unis,.

## Source de la traduction
- (en) Cet article est partiellement ou en totalité issu de l’article de Wikipédia en anglais intitulé « Havana Township, Mason County, Illinois » (voir la liste des auteurs).